# Campeonato Gaúcho 1919
In 1919 werd het eerste Campeonato Gaúcho gespeeld voor voetbalclubs uit de Braziliaanse staat Rio Grande do Sul. Er waren enkele regionale competities en de winnaars bekampten elkaar op 9 november 1919. Brasil werd kampioen.

## Finale
|                                  |            |         |                                              |                                                                               |
| 9 november de 1919 16:30 (UTC−3) | Grêmio     | 1 – 5   | Brasil de Pelotas                            | Baixada, Porto Alegre (RS) Toeschouwers: 3.500 Scheidsrechter: Oscar Fontoura |
| 9 november de 1919 16:30 (UTC−3) | Máximo 28' | Verslag | Proença 12' 49' 71' Correa 29' Alvarizza 52' | Baixada, Porto Alegre (RS) Toeschouwers: 3.500 Scheidsrechter: Oscar Fontoura |

|  | Grêmio | Brasil de Pelotas |

| Grêmio:  |  |           |  |
|          |  |           |  |
| D        |  | Demétrio  |  |
| V        |  | Pinto     |  |
| V        |  | Py        |  |
| M        |  | Assumpção |  |
| M        |  | Dorival   |  |
| M        |  | Chiquinho |  |
| A        |  | Gertum    |  |
| A        |  | Lagarto   |  |
| A        |  | Máximo    |  |
| A        |  | Bruno     |  |
| A        |  | Lewis     |  |
| Trainer: |  |           |  |
|          |  |           |  |

| Brasil de Pelotas: |  |           |  |
|                    |  |           |  |
|                    |  |           |  |
| D                  |  | Franck    |  |
| V                  |  | Nunes     |  |
| V                  |  | Ary       |  |
| M                  |  | Floriano  |  |
| M                  |  | Rossel    |  |
| M                  |  | Babá      |  |
| A                  |  | Farias    |  |
| A                  |  | Correa    |  |
| A                  |  | Proença   |  |
| A                  |  | Ignácio   |  |
| A                  |  | Alvarizza |  |
| Trainer:           |  |           |  |
|                    |  |           |  |

## Kampioen
| Campeonato Gaúcho de 1919  |
| Rio Grande so Sul          |
| -------------------------- |
| BRASIL Kampioen (1° titel) |